# ATOMS
株式会社ATOMS（アトムズ）は、北海道札幌市で飲食事業を展開していた法人。

## 概要
札幌市中央区・すすきので、海鮮居酒屋「海味はちきょう」を4店舗運営する。以前は格闘技バー「すすきのコロシアム」・九州料理店「やっさもっさ！」などを経営していた。
回転寿司の全国チェーン「アトムボーイ」を運営する株式会社アトムと業容・商号が類似しているが、両社には一切関係がない。

## 設立・沿革
2000年2月4日に創業された（当初の社名は、有限会社フェイス）。その後、2005年2月4日「株式会社ATOMS」に商号変更し、「IMSグループ（アイエムエス・グループ）の飲食事業を担う。

## シンガポール関連事業
札幌市経済局の「シンガポールにおける外食企業進出支援」に協力している。同市は2017年10月29日〜31日、世界有数のフランチャイズ専門展示会「FLAsia（Franchising & Licensing Asia 2015）」に出展した。
札幌市・函館市の5つの企業が出展したが、株式会社ATOMSもその1社として「海鮮丼・炭火焼き」の試食提供などを行った。
また、関連会社である「AT＆BROTHERS SINGAPORE PTE.LTD」は、シンガポール初のジンギスカン料理店「THE HITSUJI CLUB」（ザ・ヒツジクラブ）を経営している。運営母体は「AT＆BROTHERS〜」だが、「フードスタジアム」編集長の佐藤こうぞうによれば、「札幌はちきょうの店がこのエリアに出た」と、現地で話題になっていた。

## 食中毒・営業停止
同社は、過去に運営する九州料理店「やっさもっさ！」で、ノロウイルスによる集団食中毒事件を起こしている。被害者は44名で、札幌市保健所の調査により、従業員6名からノロウイルスが検出された。
営業停止命令は5日間だったが、自主的に10日間休業している。なお、同店はすでに閉店している。